# Mario Caracciolo di Feroleto
Mario Caracciolo di Feroleto (Napoli, 26 febbraio 1880 – Roma, 21 dicembre 1954) è stato un generale d'armata italiano.

## Biografia
Discendente della famiglia nobiliare dei Caracciolo di Feroleto, divenne sottotenente di artiglieria nel 1909, frequentò la Scuola di Guerra e fu in servizio di stato maggiore presso il comando del Corpo di Stato Maggiore, il comando della Brigata "Novara" ed il comando del IX Corpo d'Armata.
Da capitano partecipò alla guerra italo-turca e successivamente alla prima guerra mondiale, nella quale fu comandante di gruppi di artiglieria di assedio. Da colonnello comandò per circa sei anni il 13º Reggimento artiglieria.
Da generale di divisione ebbe il comando nel 1934 della 22ª Divisione fanteria "Cacciatori delle Alpi" e dal 1935 al 1936 della 1ª Divisione Celere "Eugenio di Savoia". Fu poi nominato ispettore della mobilitazione di Messina e nel 1938 comandò il XXI Corpo d'Armata in Libia.
Dal 1º gennaio 1940 fu nominato Ispettore superiore dei servizi tecnici, carica che conservò anche da comandante designato d'armata.
Dal 10 dicembre 1940 al 15 aprile 1941 comandò la 4ª Armata, poi fino al 5 settembre 1941, la 5ª Armata in Libia.
Dall'aprile del 1942 all'armistizio del settembre 1943 comandò la 5ª Armata in patria. Nel novembre 1943 fu promosso generale d'armata. Cercò di organizzare una resistenza contro l'offensiva tedesca durante l'Operazione Achse, ma il suo esercito si disintegrò gradualmente con molti dei suoi subordinati, come i comandanti di guarnigione a Firenze, Massa e Arezzo, che consegnarono le loro città ai tedeschi senza opporre resistenza. Il 12 settembre, Caracciolo, che era stato coinvolto in prima persona nei combattimenti, sciolse formalmente il suo Esercito e si nascose poi a Roma, dove prese contatto con il Fronte Militare Clandestino, un gruppo della Resistenza composta da ex ufficiali dell'Esercito. I tedeschi misero sulla sua testa una taglia di 20.000 lire e nel gennaio 1944 fu arrestato dal Distaccamento Speciale di Polizia di Pietro Koch, venendo poi consegnato alle SS ed imprigionato prima a Verona, poi a Venezia e infine a Brescia. Qui fu processato dal Tribunale Speciale della Repubblica Sociale e condannato a morte. La pena fu però ridotta a quindici anni di reclusione in quanto Caracciolo era un invalido di guerra. Fu liberato dai partigiani il 25 aprile 1945.
Nel dopoguerra pubblicò diversi libri, tra i quali E poi? La tragedia dell'Esercito (1945), Tradimento italiano o tedesco? (1946), Le sette carceri di un generale (1948) e L'ultima vicenda della V Armata (pubblicato postumo). 
Ebbe tre figli, tra cui lo storico Alberto Caracciolo. Morì a Roma nel 1954.